# Fortaleza de Caconda
A Fortaleza de Caconda localiza-se no município de Caconda, província de Huíla, em Angola.

## História
Esta fortificação foi erguida a partir de 1682 com a função de defesa do presídio (estabelecimento de colonização militar) então fundado por determinação do Governador de Angola João da Silva e Souza. Este, além de assegurar a presença militar Portuguesa, apoiava o seu comércio na região.
Até meados do século XIX o presídio e a sua guarnição foram governados por um Capitão-mor.
Actualmente encontra-se em ruínas.